# 镜湖街道 (松原市)
镜湖街道，是中华人民共和国吉林省松原市宁江区下辖的一个乡镇级行政单位。

## 行政区划
镜湖街道下辖以下地区：
静安社区、望湖社区和镜湖社区。